# Elezioni presidenziali in Iran dell'ottobre 1981
Le elezioni presidenziali in Iran dell'ottobre 1981 si sono tenute il 2 ottobre, dopo l'assassinio di Mohammad Ali Rajai. Esse hanno visto la vittoria di Ali Khamenei del Partito Islamico Repubblicano, che ha sconfitto Ali Akbar Parvaresh, che seppur indipendente era membro del Partito Islamico Repubblicano.

## Risultati
| Ali Khamenei        | Candidato del Partito Islamico Repubblicano             | 16 007 072 | 97,09 |  |  |  |  |  |
| Ali Akbar Parvaresh | Indipendente (membro del Partito Islamico Repubblicano) | 341 841    | 2,07  |  |  |  |  |  |
| Hassan Ghafourifard | Indipendente (membro del Partito Islamico Repubblicano) | 75 658     | 0,46  |  |  |  |  |  |
| Reza Zavare'i       | Indipendente (membro del Partito Islamico Repubblicano) | 62 156     | 0,38  |  |  |  |  |  |
| Totale              | Totale                                                  | 16 486 727 | 100   |  |  |  |  |  |
|                     |                                                         |            |       |  |  |  |  |  |
| Voti non validi     | Voti non validi                                         | 360 269    | 2,14  |  |  |  |  |  |
| Votanti             | Votanti                                                 | 16 846 996 |       |  |  |  |  |  |